# Can Moragues (Riudarenes)
Can Moragues és una masia de Riudarenes (Selva) inclosa a l'Inventari del Patrimoni Arquitectònic de Catalunya.

## Descripció
És un edifici de dues plantes amb teulada a dos vessants laterals i cornisa catalana. La porta principal és impostada i les finestres emmarcades amb pedra i ampit motllurat. Destaca una de les finestres d'arc conopial i petites arcuacions. A la planta baixa s'hi ha obert una porta simple. A la part posterior hi ha una torre de planta quadrada coronada per merlets de rajol. A l'interior, la sala central del primer pis presenta una decoració de pintures als murs i als revoltons amb motius florals i sanefes, probablement del segle xix. Posteriorment, es va realitzar una construcció nova, adossada a la part dreta de la casa original, de poc interès arquitectònic, que comunica amb la part antiga, però té entrada independent a través d'una escala lateral.

## Història
La casa fou comprada per l'avi de l'actual propietari l'any 1916. Can Moragues va ser cedit a l'Ajuntament de Riudarenes i ara és una finca municipal. A través d'un conveni amb l'Ajuntament, des del 6 d'agost de 2014, Can Moragues és la seu de la Fundació Emys, una entitat riudarenenca de conservació del medi natural i custòdia del territori.